# 莱奥·菲瑟
莱奥·菲瑟（荷蘭語：Leo Visser，1966年1月13日—），荷兰男子速度滑冰运动员。他曾代表荷兰参加1988年和1992年冬季奥林匹克运动会速度滑冰比赛，获得一枚银牌和三枚铜牌。